# Приклонские
Приклонские — дворянские рода.

## Описание гербов
В Гербовник внесены две фамилии Приклонских.

#### Герб. Часть II. № 118.
Герб Усейна Приклонского: в серебряном поле видна рука, из облаков выходящая, в латах, держащая стальную булаву, с обоих концов золотом оправленную.
На щите дворянский коронованный шлем. Намёт на щите серебряный, подложенный голубым.

#### Герб. Часть VI. № 20.
Герб потомства Михаила Васильевича: в щите, имеющем голубое поле, видна с левой стороны выходящая из облака рука в серебряных латах, держащая золотую булаву. Щит увенчан дворянским шлемом и короною с тремя страусовыми перьями. Намёт на щите голубой, подложен золотом.

## Известные представители
Потомки вышедшего из Золотой Орды в Новгород Усей Приклонского, жалованного поместьями в 1640 году, принявшего крещение с именем Евсигней и погибшего на войне.  Род внесён в VI часть родословной книги Тверской губернии (Герб. Часть II. №118):
- Приклонский, Василий Львович — статский советник, исследователь Якутии, библиограф
- Приклонский, Александр Григорьевич (1791—1855) — губернатор Костромской губернии, прадед Патриарха Московского и Всея Руси Алексия I.

Потомки Михаила Васильевича Приклонского, жалованного поместьями в 1492 году. Его сын Колупай Михайлович Приклонский был послом к казанскому царю Махмет-Аминю (1492); сын его Михайло в 1564 г. был послан в ногайскую орду. Андрей Гаврилович Приклонский наместник в Шацке (1576), Василий Остафьевич (?—1577) — наместник в Курмыше.
Василий-Богдан Герасимович Приклонский был воеводой на Терках (1629), сын его Борис— посланником в Крыму и Дании (1632). Михаил Васильевич Приклонский — стольник и воевода, участник Русско-польской войны 1654—1667 гг., а его брат Иван Васильевич Приклонский был стольником и воеводой в Якутске. Иван Михайлович (1652—1705) стольник и воевода в Керенске (1700). В XVII веке многие Приклонские были стольниками и стряпчими. Этот род Приклонских внесён в VI часть родословных книг губерний Нижегородской, Орловской и Рязанской (Герб. Часть VI, стр. 20).
Другой род Приклонских (в Гербовник не внесен), вероятно отрасль предыдущего, восходит к концу XVII века и внесён в VI часть родословной книги Нижегородской губернии (их родовой центр находился в Чмутово). Родоначальник, Юрий Андреевич Приклонский — стольник (1680), дворянин московский (1692), пожалован вотчиною (1680), женат на княжне Анне Григорьевне Болховской.

## Другие
- Приклонский Пётр — воевода в Терках (1615—1616).
- Приклонские: Осип и Василий Фёдоровичи — нижегородские городовые дворяне (1627—1629).
- Приклонский Богдан Мирославович — московский дворянин (1627—1640).
- Приклонский Богдан Герасимович — воевода в Терках (1628—1629).
- Приклонские: Фёдор Петрович и Борис Васильевич — московские дворяне (1636—1640).
- Приклонский Иван Богданович — стряпчий (1658), стольник (1658—1692).
- Приклонский Михаил Богданович — стольник (1658—1676), воевода в Белгороде (1662—1664), в Миргородке (1668).
- Приклонский Андрей Иванович — воевода в Уфе (1660).
- Приклонский Михаил Васильевич — стольник, воевода в Енисейске (1673—1677), в Тобольске (1680—1682).
- Приклонский Гаврила Богданович — воевода в Боровске (1680).
- Приклонский Иван Васильевич — стольник, воевода в Якутске (1680—1684).
- Приклонские: Осип и Емельян Петровичи, Гаврила Богданович, Алексей Григорьевич — стряпчие (1676—1692).
- Приклонские: Юрий Андреевич, Пётр Иванович, Григорий Герасимович — московские дворяне (1676—1692).
- Приклонские: Фёдор Петрович, Иван Михайлович, Михаил и Александр Ивановичи — стольники (1687—1692).
- Колупаев-Приклонский Гаврила Иванович — московский дворянин (1640).
- Колупаев-Приклонский Богдан Иванович — московский дворянин (1658)[5][6].
- Приклонский, Михаил Васильевич (общественный деятель) (1728—1794) — директор Московского университета в 1771—1784 годах; действительный статский советник.
- Приклонская Прасковья Андреевна (1817—1878). Владелица усадьбы Приклонских-Рукавишниковых.